# Djoundé (Ngaoundal)
Pour les articles homonymes, voir Djoundé.
Djoundé  est un village du Cameroun situé dans le département du Djérem et la Région de l'Adamaoua. Il fait partie de la commune de Ngaoundal.

## Population
Lors du recensement de 2005, le village était habité par 2 430 personnes, 1 190 de sexe masculin et 1 240 de sexe féminin.